# Eupholus humeridens
Eupholus humeridens es una especie de escarabajo del género Eupholus, familia Curculionidae. Fue descrita científicamente por Heller, K.M. en 1895.
Habita en Nueva Guinea. Eupholus azureus puede alcanzar una longitud de unos 30 milímetros (1,2 pulgadas). Esta especie se caracteriza por su color azul cobalto, sin motas. Hay una ligera línea negra longitudinal mediana en el pronoto. El borde exterior de los élitros y el borde del pronoto son negros. Los élitros apuntan al vértice del escarabajo. Las antenas están cubiertas de pelos sensoriales.